# Siamês (gato)
Gato siamês é uma raça de gato oriental, caracterizada por um corpo elegante e esguio e uma cabeça marcadamente triangular. Pode ser confundido com a raça de gatos Thai que tem origem na raça siamesa mas apresenta uma morfologia bem distinta — o gato Thai é semelhante ao siamês antigo. 

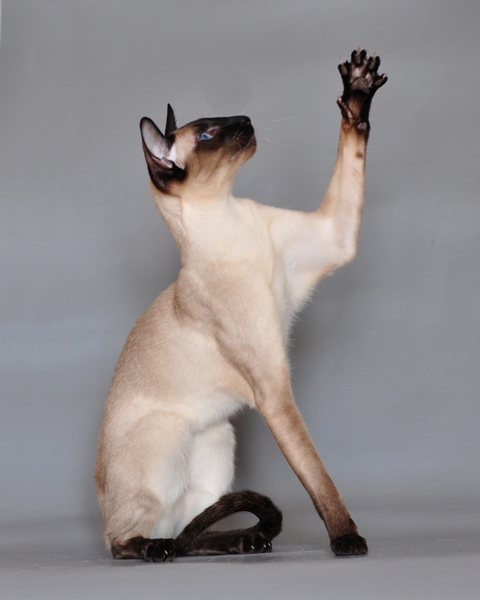
Siamês moderno, caracteristicamente esbelto com cabeça triangular.

Originário da Tailândia, antigo Sião, os gatos siameses são aconselháveis para famílias. Os siameses modernos são tipicamente esbeltos, com cabeça triangular e orelhas grandes, e são precisos poucos cuidados com sua pelagem.

## Origem
Acredita-se que a origem exata da raça seja o Sudoeste Asiático, mais especificamente o Sião (atual Tailândia), onde eram tidos como o gato da realeza e mantidos em templos sagrados. São conhecidos naquele país, onde são uma de várias raças nativas, como Wichien-Maat ou Maas (วิเชียรมาศ, "Diamante-Lua"). De lá foram levados para a Inglaterra, em 1884, de onde se espalharam para outras partes do mundo.
Em 2007, uma variação dos gatos siameses conhecida popularmente como Old Style ou Traditional foi finalmente reconhecida pela TICA como uma nova raça à parte, chamada Thai. Os siameses compartilham com essa raça a coloração âmbar e castanha, além dos olhos azuis, mas se distinguem genética e morfologicamente com várias diferenças. Os gatos siameses são conhecidos pelo menos desde 1330, data em que aparecem mencionados em um manuscrito do Sião (atual Tailândia) intitulado “Tamra Maew”, que significa “Livro de Poemas do Gato”. No Sião, os gatos siameses estavam reservados à família real e, como tal, eram cuidadosamente guardados no palácio. No entanto, na primeira grande exposição felina na Grã-Bretanha, em 1871, foram apresentados dois exemplares desta raça.
Em 1884 um casal de gatos siameses (Pho e Mia) foram transportados para a Grã-Bretanha e foi desse casal que nasceram os primeiros campeões coroados. Os gatos siameses modernos são bastante diferentes do gato siamês original(atual gato Thai), que era mais maciço e arredondado, podendo ter olhos verdes, ser mais estrábico, e ter um nó na cauda.

## Características físicas

### Pelagem
Curta porém alguns gatos possuem uma pelagem maior, macia e aderente ao corpo, textura fina, mas densa e brilhante.

### Cor
As cores podem variar da seguinte forma:
- Corpo: branco (enquanto crias), branco sujo ou mesmo creme, por vezes castanho claro também pode ser possivel.
- Extremidades: focinho, cauda, orelhas e patas com castanho muito escuro (quase preto), cor de chocolate, e raramente azul (acinzentado) ou lilás (acinzentado).[9]

As características mais marcantes são as zonas de coloração mais escura, que cobrem a face, orelhas, pernas, patas, cauda e no saco escrotal (no caso de ser um macho). Essas zonas, também chamadas de "pontas", "marcações", "marcas" ou "sinais" e são identificadas com o termo inglês adotado universalmente: points ou colourpoints. A cor do point contrasta com a do resto do corpo que é branco ou sombreado.
As cores mais escuras resultam de uma mutação numa enzima, a tirosinase, envolvida na produção de melanina. Esta enzima mutada é sensível à temperatura, o que quer dizer que só é ativa nas zonas mais frias (por norma as extremidades) ficando essas áreas escuras porque só é produzida a melanina nessas regiões. Mais recentemente têm sido apresentadas outras variações.

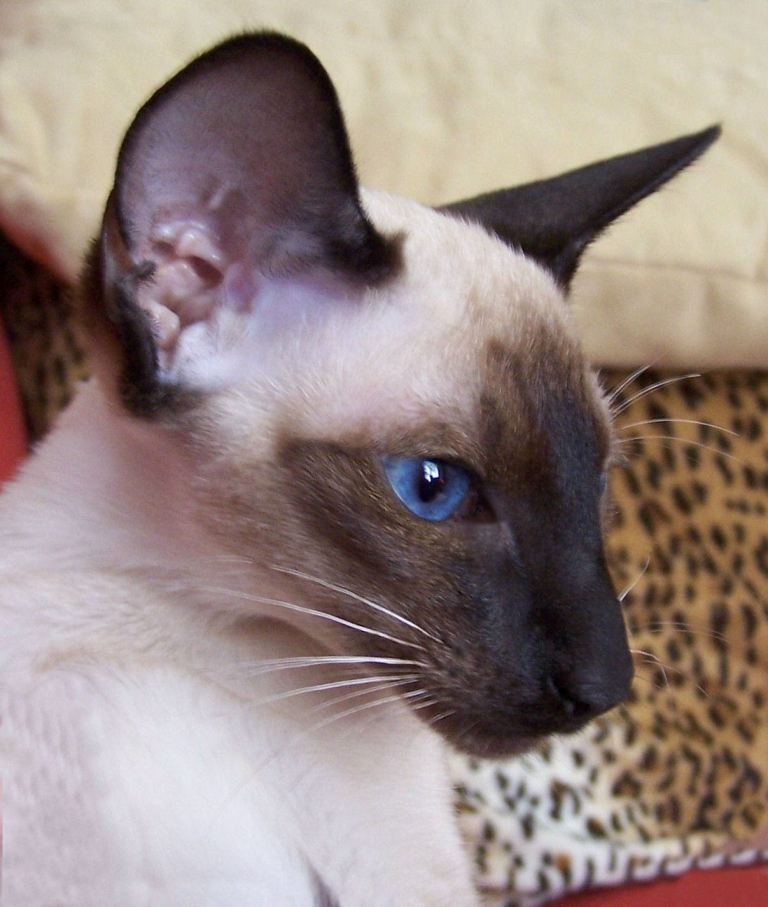
Detalhe lateral cabeça de um Gato siamês

### Corpo
O siamês tem um corpo longilíneo e esbelto, de porte médio, com membros posteriores longos e finos, levemente mais altos do que os anteriores; pés pequenos e ovais; musculatura forte. As fêmeas pesam entre 3,0 e 4,0 kg e o macho entre 4,0 e 5,0 kg.
O siamês moderno deve ter a cabeça em forma de triângulo perfeito — larga na altura dos olhos e menor na ponta, na direção do queixo, com contornos delicados; pescoço alongado; orelhas de base larga terminadas em ponta; nariz longo e recto como uma continuação da fronte. Os olhos são oblíquos em forma de amêndoa, inclinados na direção do nariz, e são sempre de cor azul.
A cauda é longa, fina, em forma de fuso, pontiaguda na extremidade, mas há casos que a cauda é peluda seguindo as características de seu corpo.

## Comportamento
Principalmente, no período dos cios, emite miados e uivos pouco graciosos, semelhantes aos de uma criança recém-nascida. A elegância do corpo e a graça dos movimentos conquistaram ao siamês o título de "Príncipe Dos Gatos" (por Fernand Méry), mas é o miado forte e a personalidade incomum que realmente o distinguem. Em relação ao dono, ele se comporta mais como um cão do que como um gato — pode passear atado numa coleira e chega a exibir o comportamento típico de "ir buscar". É fiel, ciumento e altamente inteligente, ademais gosta de ser acariciado, especialmente na zona do pescoço. Como todo gato, ele, às vezes, pode agir de modo incomum, em um instante é capaz de passar da maior frieza às mais vibrantes expressões de afeto.
A fêmea requer cuidados especiais. No cio, ela fica quase histérica. Pode rolar pelo chão, gemendo, ou correr pela casa, rasgando e arranhando tudo o que encontrar pela frente. Ela deve acasalar mais cedo possível. Um mês depois do acasalamento, as suas tetas começam a inchar e os filhotes podem ser sentidos no seu ventre. Eles nascem brancos e vão mudando de cor à medida que crescem, são muito brincalhões, preguiçosos e carinhosos eles começam com a cor de pelo um pouco dourado que com o tempo vai escurecendo.

## Tratamentos
Escovação cotidiana da pelagem. É necessária uma escova de dureza média, que possa tirar os resíduos e a poeira, mas sobretudo os chamados "pelos mortos", bastante numerosos no período da muda. Posteriormente, é necessária uma escova mais macia para alisar a pelagem e mantê-la agradável.

## Reprodução
A fêmea atinge a puberdade antes das outras raças. Com cinco meses tem o primeiro cio e corre o risco de ficar prenha. As ninhadas, quase sempre numerosas, constumando ser em média de 4 a 6 filhotes. Apresentam filhotes quase brancos, sendo que a cor se desenvolverá, escurecendo, gradualmente, durante a infância.
Apesar de adoecer mais facilmente do que as outras raças, o siamês, normalmente, tem vida longa, podendo chegar aos quinze anos e, às vezes, até aos vinte anos.

## Problemas de saúde

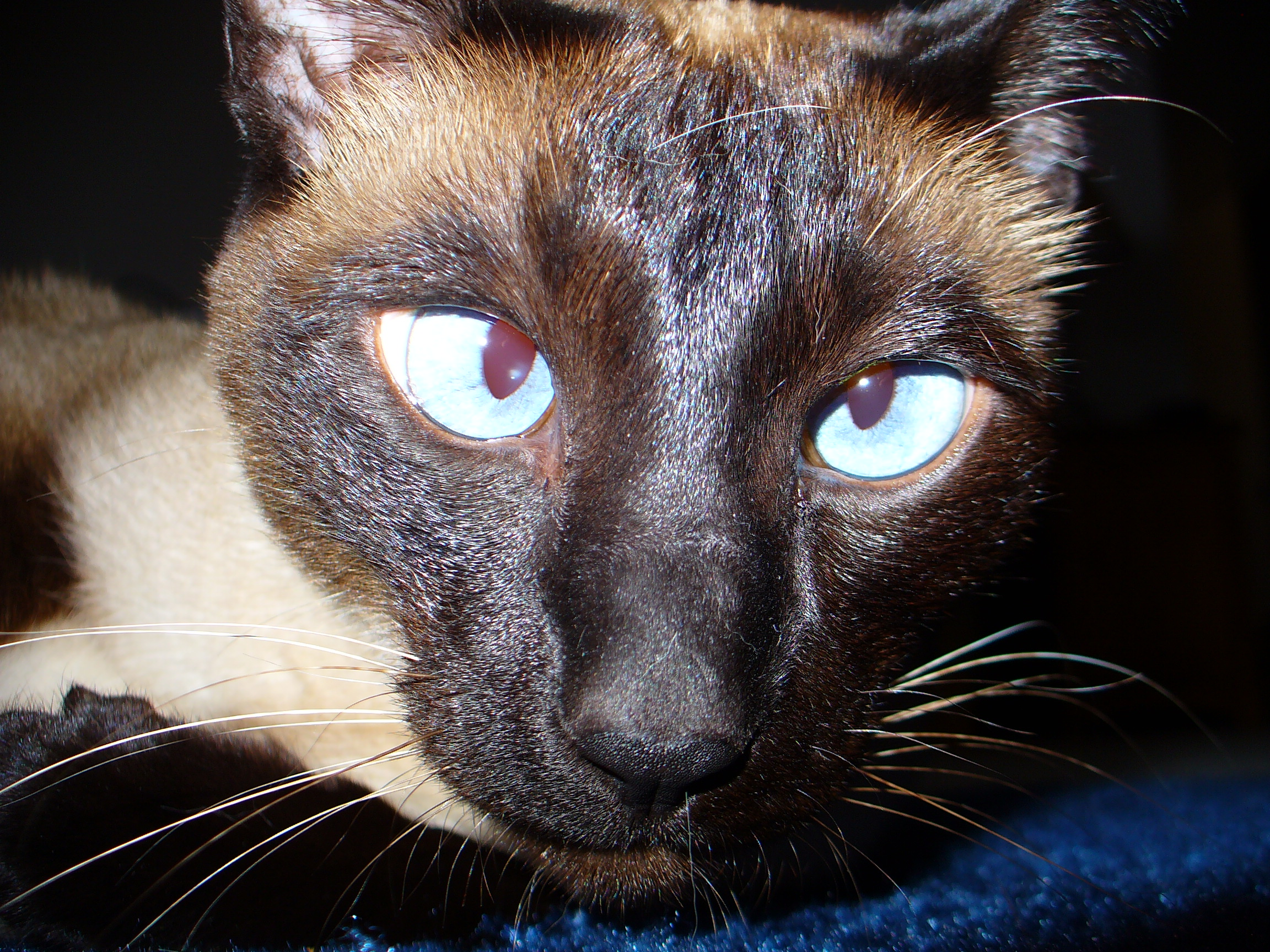
Gato com estrabismo excessivo

São frequentes a saúde ruim, obstruções nasais, malformação da parte inferior do focinho — que é curto —, bochechas largas, cabeça com predominância excessiva de marrom, membros fracos, robustez ou magreza excessiva, manchas no ventre ou olhos de cor que não seja azul e estrabismo excessivo, cauda curta em forma de gancho, pés brancos e cálculos na bexiga. O gato siamês sofre muito de complicações nos rins e pode ter dificuldades para urinar, o que requer acompanhamento médico com prescrição de remédios injetáveis.